# MAC-Verfahren

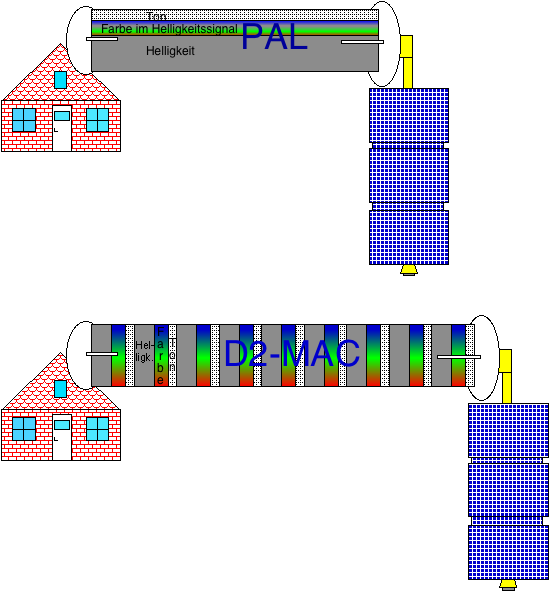
Die gleichzeitige Übertragung aller Fernsehbildanteile bei PAL und die aufeinanderfolgende Übertragung der einzelnen Fernsehbildkomponenten bei D2-MAC

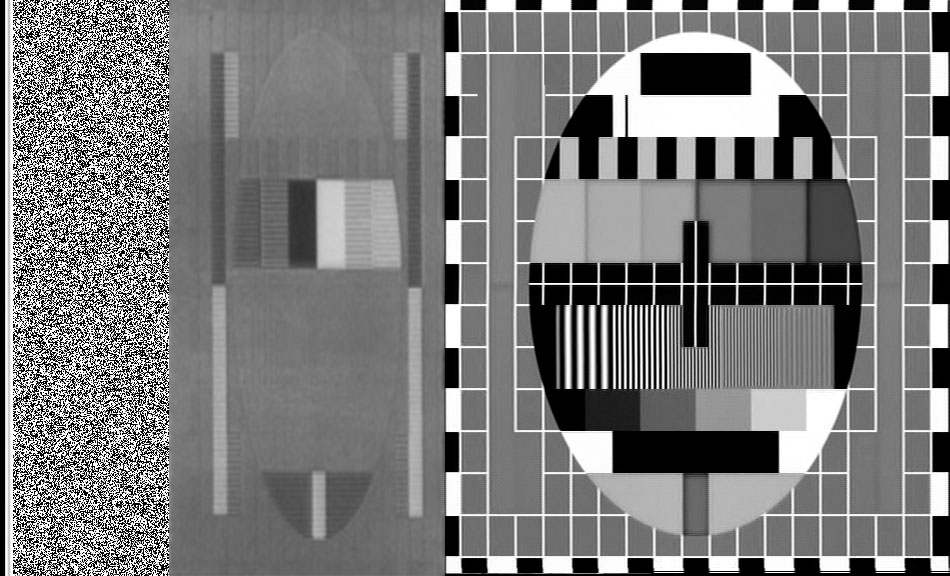
Simuliertes MAC-Signal. Von links nach rechts: digital data, chrominance und luminance

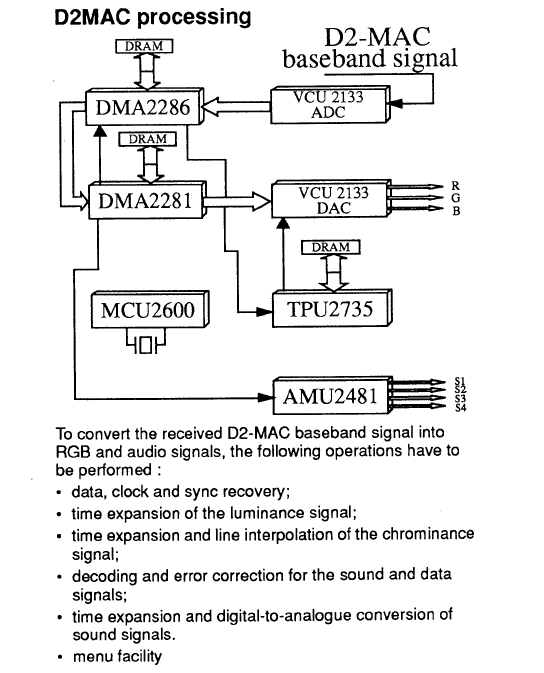
D2-MAC-Decodierung in einem Philips-Sat-Empfänger um 1990

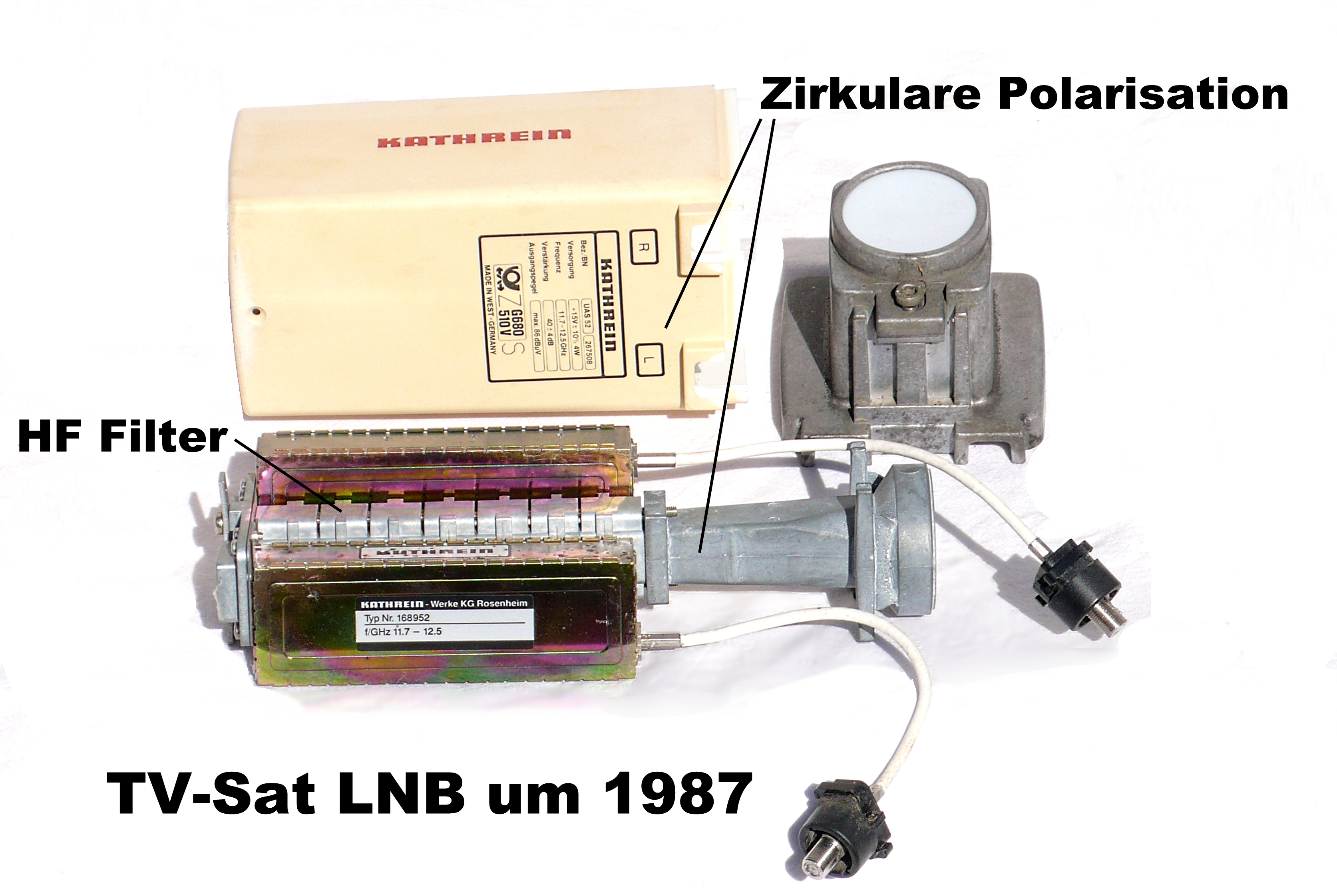
TV-SAT-LNB zum D2-MAC-Empfang mit HF-Filter

Bei den MAC-Verfahren (englisch Multiplexed Analogue Components) handelt es sich um Fernsehnormen, die Anfang der 1980er für das analoge Satellitenfernsehen entwickelt wurden, jedoch auch Zugang in die Kabelfernsehnetze fanden. Ziel war es, einen in der Zukunft ausbaubaren Standard zu entwickeln, der eine bessere Bildqualität als PAL, SECAM oder NTSC bietet, und auch zu einem HDTV-Standard (HD-MAC) weiterentwickelt werden konnte. Ebenso ist das Scrambling (für Bezahlfernsehen) möglich.
Die MAC-Verfahren setzen zwar Multiplexverfahren um, die Abkürzung hat jedoch nichts mit der gleichlautenden, ebenfalls mit Multiplexing in Verbindung stehenden Abkürzung MAC für Media Access Control zu tun.

## Funktionsweise
Grundlage der unterschiedlichen MAC-Systeme ist das zeitgemultiplexte Übertragen der einzelnen Signalkomponenten für Helligkeit und Farbinformationen. Es vermeidet die bei PAL vorkommenden Effekte wie Cross Color und Cross Luminance. Das bedeutet, dass verglichen mit PAL jede Bildzeile gespalten ist, wobei die linke Hälfte die Farbinformation und die rechte Hälfte die reine Helligkeitsinformation enthält.
Das verwendete Timing – 50 Halbbilder und 15625 Hz Zeilenfrequenz – ist ansonsten dasselbe wie bei PAL, so dass sich ein MAC-Signal mit einfachen Mitteln in ein PAL-Signal umwandeln lässt. Der mehrkanalige Ton wird bei den verschiedenen MAC-Verfahren jedoch unkomprimiert digital übertragen.
Das MAC-Verfahren konnte sich in Mitteleuropa (besonders Frankreich und Deutschland, die es einführen wollten) nicht durchsetzen.
Durch mehrere Versuche der EU-Kommission, D2-MAC zwangsweise als allein zulässige Norm für das Satellitenfernsehen zu definieren, geriet das Verfahren insbesondere in Deutschland in Misskredit, da diese Verordnungen als Versuch angesehen wurden, die ohnehin schon übermächtige Stellung des an der Entwicklung maßgeblich beteiligten französischen Staatskonzern Thomson in der europäischen Unterhaltungselektronik-Industrie noch weiter auszubauen. Durch das Aufkaufen etlicher deutscher Unterhaltungselektronik-Hersteller (Nordmende, Telefunken, SABA, Dual etc.), von denen meist jeweils nur der Name übrigblieb, der einige Zeit für eigene Ware genutzt und dann an Markenhändler veräußert wurde, hatte Thomson während der 1980er und frühen 1990er Jahre in Deutschland ein negatives Image. Da es in den 1990er Jahren außerdem bereits ein reichhaltiges Angebot an Fernsehprogrammen in PAL über Astra gab, war die Investitionsbereitschaft in ein neues System gering.
Lediglich in Skandinavien und bei einigen Bezahlfernsehsendern wurde es häufig mit dem für das MAC-Verfahren entwickelten Verschlüsselungssystem EuroCrypt eingesetzt.

## A-MAC
In der ersten Version wurde das gemultiplexte Bildsignal mit einem digitalen Tonsignal frequenzmoduliert. Es wurde praktisch nicht verwendet.

## B-MAC
Bei B-MAC wird das digitale Tonsignal in der Austastlücke eingespielt, also mit den Bildsignalen zeitgemultiplext. Da es nicht genügend Platz für eine geeignet große Anzahl an Tonkanälen bietet, wurde es hauptsächlich für Satelliten-Überspielungen zwischen Fernsehstationen verwendet sowie (verschlüsselt) für die Versorgung im Ausland stationierter Einheiten der US-Army mit Satellitenfernsehen.

## C-MAC
Als Weiterentwicklung von B-MAC wird bei C-MAC das Tonsignal mittels PSK phasenmoduliert, was Platz für mehrere digitale Tonkanäle sowie weitere digitale Zusatzdaten bietet. Der Nachteil dieses Verfahrens ist die mit 27 MHz relativ hohe Bandbreite, wodurch ein C-MAC-Signal nicht in die für terrestrische Übertragung oder im Kabel zur Verfügung stehende Kanalbandbreite passt.

## D-MAC
Um das MAC-Signal in der im Kabel im Hyperband zur Verfügung stehenden Bandbreite von 10,7 MHz übertragen zu können, verwendet D-MAC bei den digitalen (Ton)-Daten statt der binären Kodierung (0 und 1) eine duo-binäre dreistufige Logik (1, 0 und −1). Die britischen Marcopolo-Satelliten strahlten ihre Fernsehprogramme in D-MAC aus.

## D2-MAC
Durch das Weglassen einiger digitaler Tonkanäle schaffte man es, bei D2-MAC die Bandbreite auf 7 bzw. 8 MHz zu verringern, wodurch eine terrestrische und Kabelübertragung möglich wurde.
Der deutsche TV-SAT 2 und die französischen TDF-Fernsehsatelliten strahlten ihre Fernsehprogramme (z. B. Eins-Plus, 3Sat, RTL, Sat.1) in D2-MAC und 4:3 (16:9 optional) aus, in ausgebauten Kabelfernsehanlagen wurden dafür 12 MHz breite Hyperband-Sonderkanäle eingespeist.
Das technische Scheitern des TV-SAT 1 (wegen eines klemmenden Solarzellen-Segels), das Umschalten der meisten französischen Satelliten auf SECAM und die Konkurrenz der in PAL sendenden Kopernikus- und ASTRA-Satelliten führten schnell zum Scheitern der Norm. Diese Satelliten boten mit billigeren rein analogen Empfängern oft mehr Programme in der Muttersprache der Zuschauer. D2-MAC war dagegen dafür ausgelegt, den Ton gleichzeitig in mehreren Sprachen zu übertragen. Beim Bild hatte es aufgrund der RGB-ähnlichen Zeitmultiplex-Übertragung und wegen des unkomprimierten Tons annähernd Studioqualität. Spätestens seit der Verbreitung deutscher Programme über Astra wurden die  Sat-Anlagen für Kopernikus und TV-SAT 2 auf Astra umgerüstet, was das faktische Aus für D2-MAC bedeutete.
Auch mehrere, anfangs hartnäckig verfolgte, dann aber letztendlich doch aufgegebene Versuche der EU-Kommission, D2-MAC auf dem Verordnungsweg zu etablieren, konnten diese Entwicklung nur zeitweise verzögern, aber nicht aufhalten und wurden durch DVB-C bzw. DVB-S abgelöst.
Nur in Skandinavien konnten sich verschlüsselte D2-MAC-Programme bis zur Umstellung auf verschlüsseltes DVB-S halten.

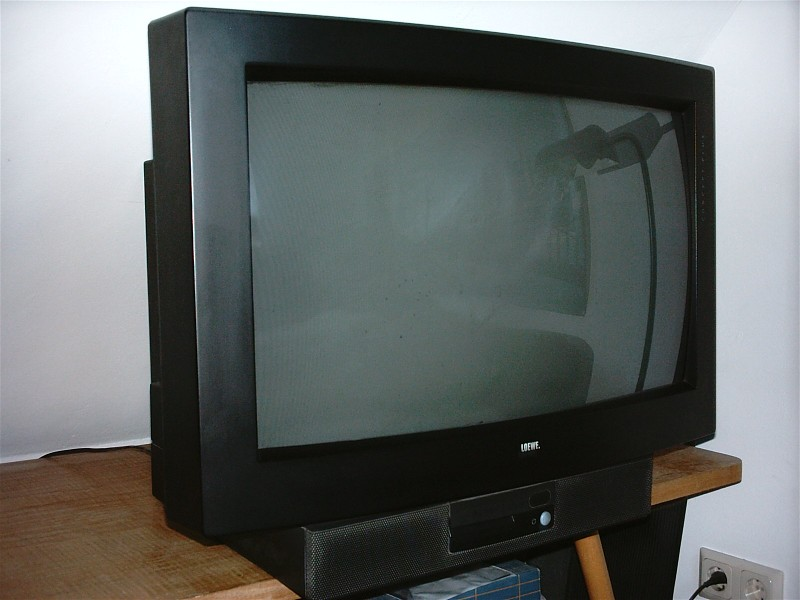
Loewe-TV Concept (1992) mit 16:9-Bildröhre und D2-MAC, internem Sat-TV-Tuner und PiP